# 감귤나무
감귤나무(柑橘--, 학명: Citrus reticulata)는 운향과의 과일나무(상록 소교목)이다. 또한 감귤나무의 열매인 감귤(柑橘)은 귤(橘) 또는 밀감(蜜柑)이라고도 부르며, 영어권에서는 '만다린'(Mandarin)이라고도 불린다. 또한 감귤나무 원산지는 중화인민공화국 남부 및 베트남 등 동남아시아 지역으로 추정된다.

## 분류
다나카 체계에서는 감귤류가 유엽귤(C. deliciosa), 온주귤(C. unshiu), 탄제린(C. tangerina) 등을 포함하는 여러 종으로 나뉘었으나, 스윙글 체계에서는 감귤나무(C. reticulata), 즉 한 종으로 통합되어 기술되었다. 현대 유전자 분석 연구 결과는 스윙글의 단일종 분류와 일치하며, 감귤나무 간 차이는 교잡의 정도에 따른 것이라는 점도 밝혀졌다. 감귤나무는 망산귤(C. mangshanensis) 등 원생종 감귤이 자라는 난링산맥 북부와 남부에서 적어도 두 차례에 걸쳐 순화된(domesticated) 것으로 보이는데, 원생종에서는 재배종 감귤나무에서 발견되는 포멜로(C. maxima) DNA가 발견되지 않았으나, 같은 지방에서 자생하는 의창지(C. cavaleriei) DNA는 적은 양(~1.8%)이 발견되었다.

## 영양가
감귤은 85%가 수분, 13%가 탄수화물이며 그 외 무시할만한 수준의 지방과 단백질이 포함된다. (표 참고)

## 사진

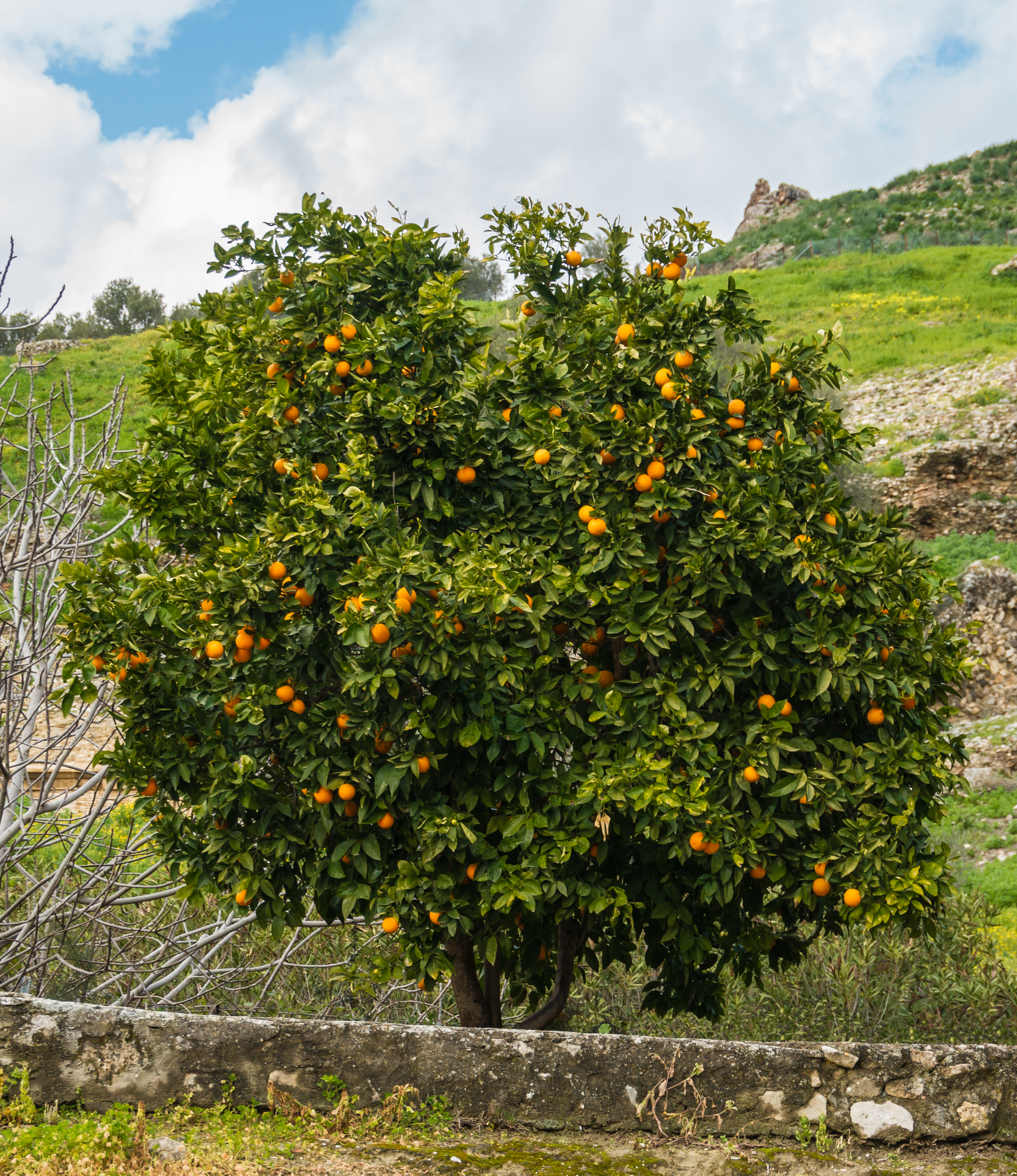
감귤나무
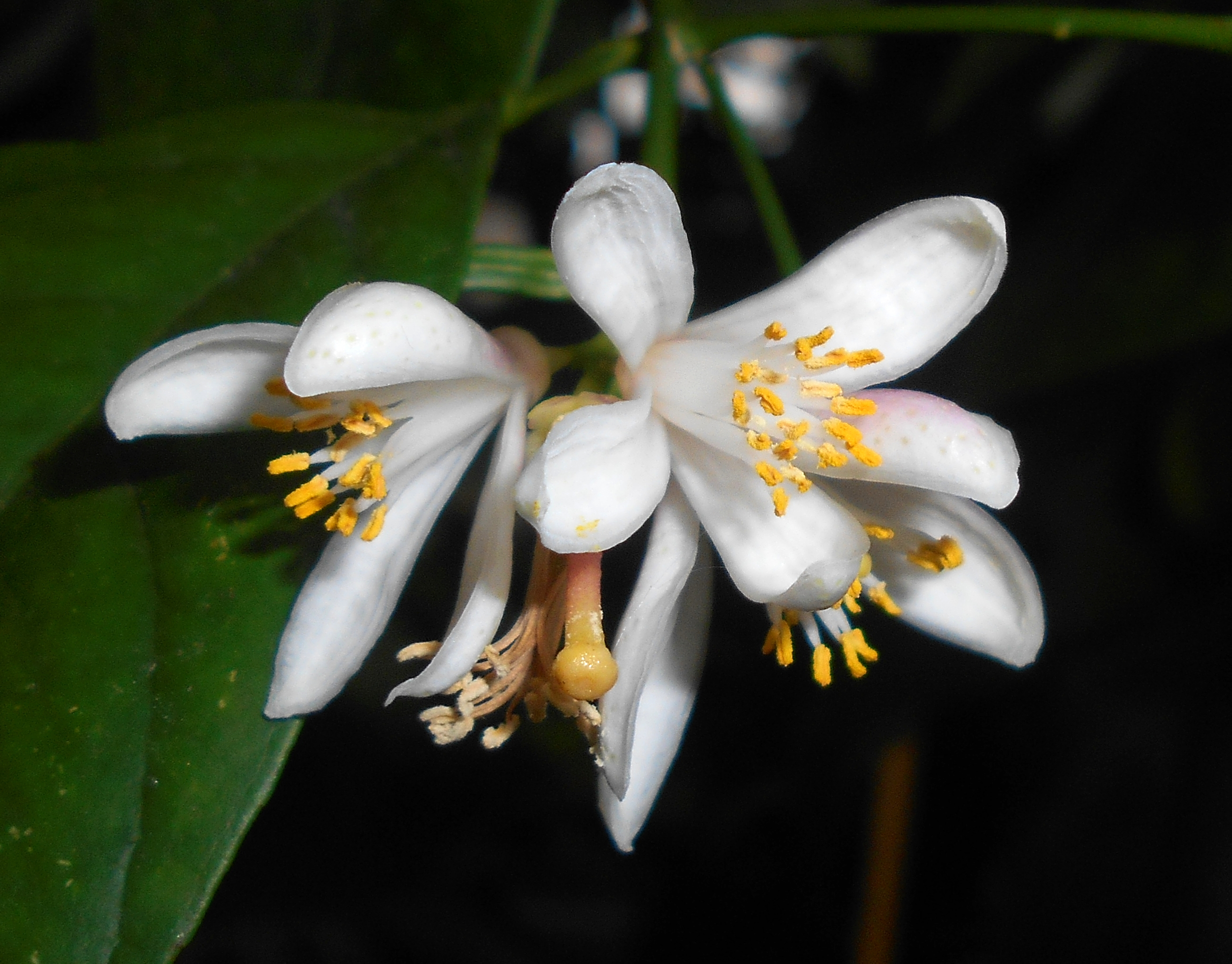
꽃
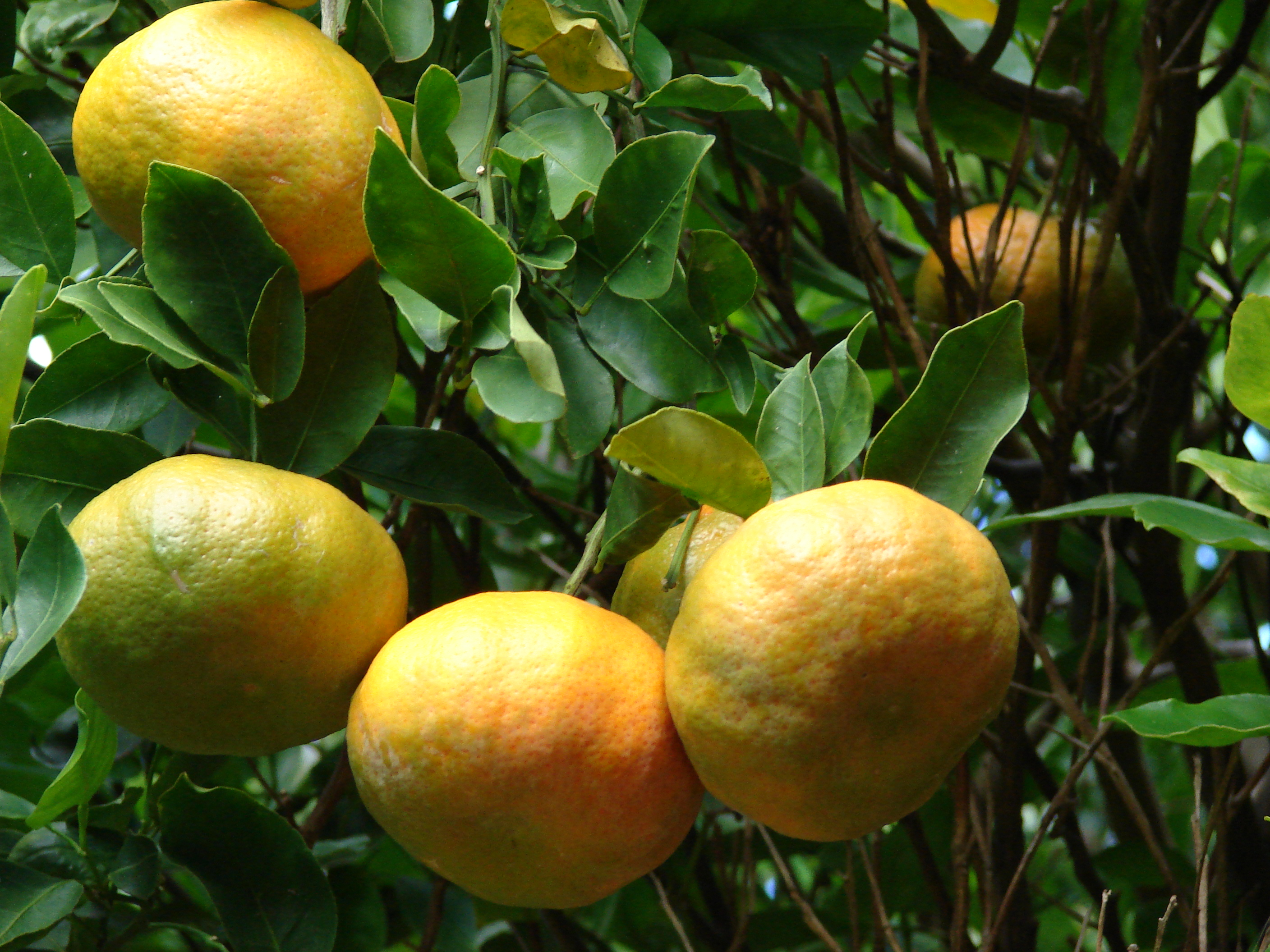
열매
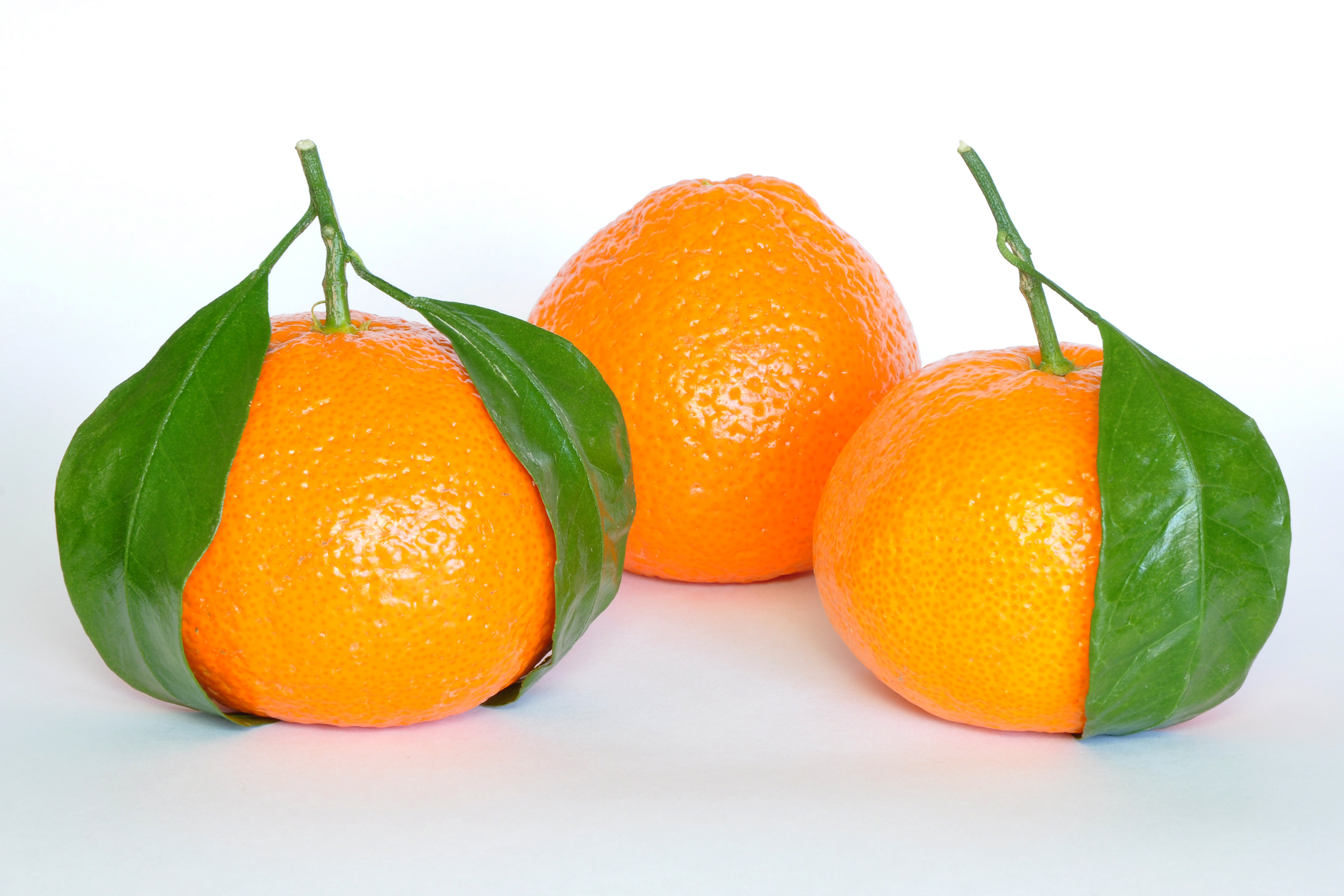
감귤
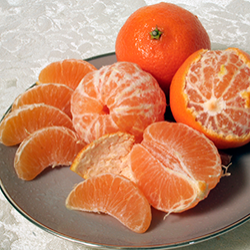
껍질을 깐 감귤
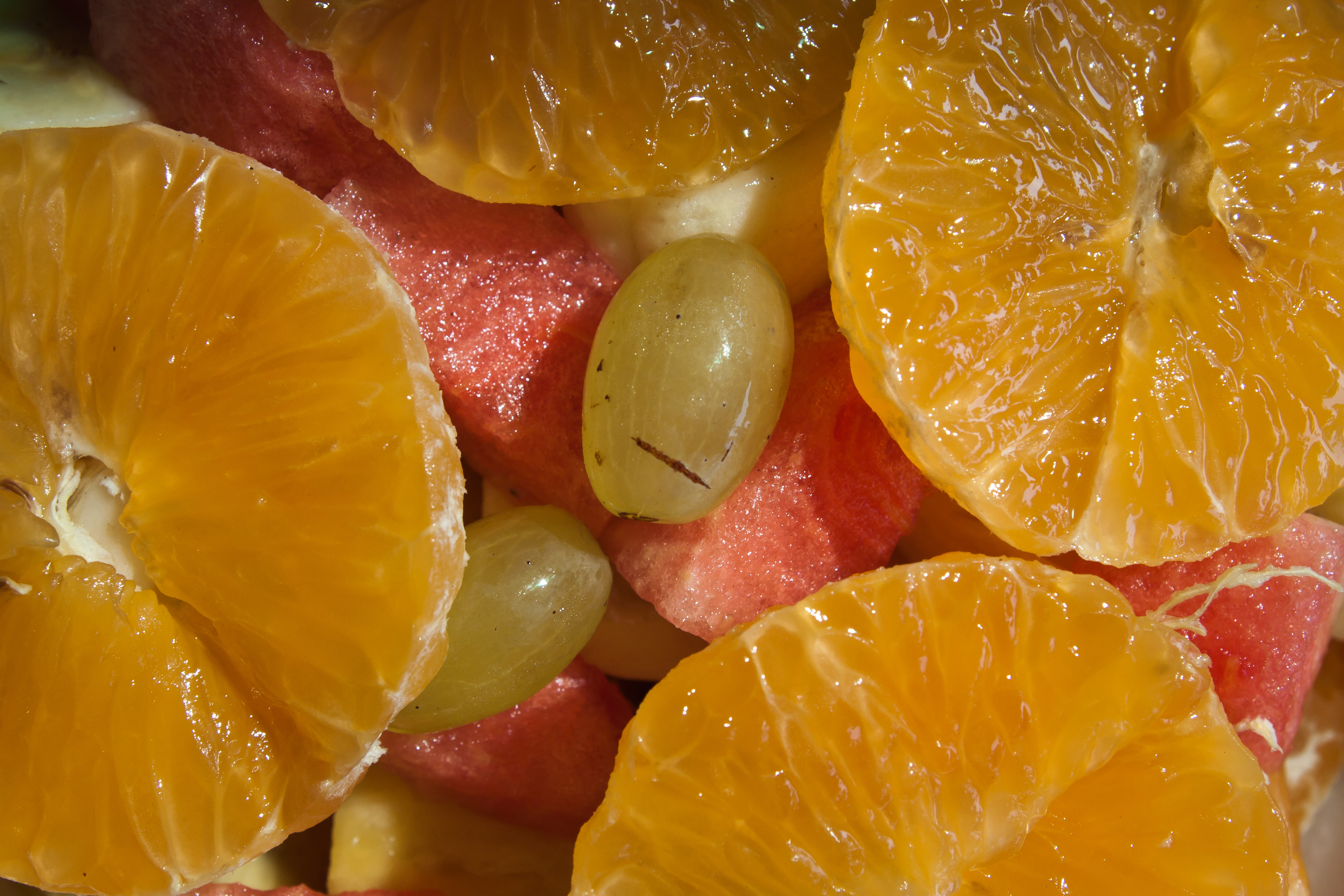

## 같이 보기
- 제주감귤
- 오렌지